# Ezio Alovisi
Ezio Alovisi (Roma, 29 marzo 1933 – Frascati, 21 novembre 2022) è stato un regista italiano.

## Biografia
Completa gli studi di Giurisprudenza presso l'Università La Sapienza, frequentando nel contempo il Centro sperimentale di cinematografia e il corso di giornalismo cinematografico presso la ProDeo (ora Libera università internazionale degli studi sociali Guido Carli).
Già documentarista per l'Istituto Luce, è autore di sceneggiature selezionate al Premio Solinas (Partita a due) e riconosciute ICN dal Ministero (Adius, la festa è finita).
Collaboratore Rai, è corrispondente di eventi culturali dell'est Europa per TV7, Zoom, Almanacco - Cronache del Cinema e del teatro. È inoltre redattore della rubrica Sprint.
Come documentarista realizza per la Rai Maring, serie di otto puntate sulla tribù Papua Maring, in Nuova Guinea.
Per Rai 3 cura Suono-Immagine, dieci puntate dedicate al suono nel cinema, dal muto agli anni '80.
Per la RCA Italiana ha curato regie di eventi, convention, tournée. È considerato il primo realizzatore degli attuali video-clip. Interessato al problema della fruibilità della musica classica sul piccolo schermo, ha concluso l'Anno Europeo della Musica in TV con la registrazione della Cantata del Caffè di Johann Sebastian Bach, ambientata al Caffè Florian di Venezia.
Assume la direzione artistica del Piccolo Festival di Positano e di Opera in Comedia alla Discoteca di Stato di Roma, firmando la regia di Trouble in Tahiti di Leonard Bernstein, Farinelli, evirato cantore, Histoire du soldat di Igor' Stravinskij, Giacchino Muratti, re di Napoli e L'Orso in Peata, con musiche di Antonio Vivaldi e Georg Friedrich Händel.
È stato coordinatore del Gruppo Art Tape di Roma, in campo cinetelevisivo e teatrale.
Scrive e dirige il film lungometraggio Adius, Piero Ciampi e altre storie, presente alla Biennale di Venezia 2008 e altri festival (Salento, Napoli, Lagonegro), distribuito da Sony in DVD e in  distribuzione da Gruppo Art Tape su quaranta schermi.
Dal 2015, dopo un lungo periodo di ricerche, scrive la sceneggiatura e il progetto del film NIKE, la fanciulla ritrovata, sulla statua bronzea romana la Vittoria Alata di Calvatone, perduta per gli eventi bellici e ritrovata, grazie ai suoi interventi, nei depositi del Museo Hermitage di SanPietroburgo.
Il docufilm sarà prodotto da Kamera srl, per la regia di Ezio Alovisi per l'evento internazionale della ricollocazione della statua nel museo russo.